# Gdynia Obłuże
Gdynia Obłuże – zlikwidowany przystanek osobowy PKP znajdujący się w Gdyni, w południowej części dzielnicy Obłuże. Do roku 1994 przez przystanek kursowały pociągi osobowe do stacji Gdynia Port Oksywie, obecnie kursują tędy tylko pociągi towarowe.
Przystanek to znacznie zarośnięty betonowy próg z dwiema wiatami. Pierwsza (jadąc w kierunku stacji Gdynia Port Oksywie) to pozostałość wiaty przystankowej (pozostała jedynie betonowa podstawa, metalowa góra prawdopodobnie rozkradziona), natomiast druga to najlepiej zachowana wiata przystankowa na trasie Gdynia Chylonia - Gdynia Port Oksywie (wiata to betonowa podstawa wraz z metalowym stelażem i fragmentem ławki). Do przystanku można dojść od strony ulicy Śmidowicza, idąc w kierunku Oksywia za skrzyżowaniem z ulicą Nasypową, skręcając parę metrów za budynkiem w prawo.